# Cómic de 24 horas
Un cómic de 24 horas es un cómic de 24 páginas escrito, dibujado, y completado en 24 horas. La idea original fue de Scott McCloud, quien planteó el reto como un ejercicio creativo para él mismo y para Steve Bissette. McCloud dibujó el primer cómic de 24 horas el 31 de agosto de 1990 para probar que era posible hacerlo, en tanto que Bissette hizo el suyo el 5 de septiembre.
La idea del reto se extendió rápidamente, especialmente luego de que Dave Sim empezara a publicar sus propios cómics de 24 horas como complemento a su popular serie Cerebus the Aardvark. Scott McCloud ha compilado en su sitio web los cómics de 24 horas, algunos de ellos obra de reconocidos autores. Erik Larsen y Chris Eliopoulos publicaron juntas sus historias de 24 horas en la edición especial Image-Two-In-One featuring The Herculean and Duncan ("The Herculean" es la creación de Larsen y "Duncan" la de Eliopoulos').

## Reglas
Como creador del reto, Scott McCloud ha establecido las condiciones que un cómic debe cumplir para calificar: Debe ser empezado y completado dentro de un plazo de 24 horas consecutivas. Sólo una persona puede estar directamente involucrada en su creación y debe constar de 24 páginas, o (en el caso de un webcomic) 100 paneles.
El creador puede preparar material de referencia y sus herramientas de dibujo con antelación, pero no puede planear la trama de su historia ni hacer nada en papel (como diseños o bocetos de personajes) hasta que esté listo para dar las 24 horas por comenzadas. Cualquier pausa (para comer, dormir, o hacer cualquier otra cosa) cuenta como parte de las 24 horas.
En caso de que el creador falle en su intento de completar el cómic en 24 horas, existen dos alternativas a seguir: detener el cómic al alcanzar la marca de las 24 horas, o seguir trabajando hasta que las 24 páginas estén completas. La primera se conoce como "la variante Gaiman", bautizada así tras el fallido intento de Neil Gaiman, mientras que la segunda es conocida como "la variante Eastman", nombrada tras el fallido intento de Kevin Eastman. Scott McCloud considera que en ambos casos se trata de "fallas nobles", y las incluirá en la lista de su sitio siempre y cuando considere que el creador tenía la intención de completar el proyecto en el plazo señalado.
Para ser oficialmente reconocido como un "cómic de 24 horas" o una "noble falla", el ilustrador debe enviar una copia del cómic resultante a Scott McCloud.

## Eventos
Nat Gertler organizó el Día de los Cómics de 24 Horas el 24 de abril de 2004. Se invitó a creadores de cómics de todo el mundo a dedicar ese día a hacer un cómic de 24 horas. A todos los participantes se les pidió que enviaran su cómic completado a McCloud, quien mantiene un archivo de los cómics completos en su página. Muchas tiendas de cómics apoyaron el evento ofreciendo espacios para los artistas que participarían. El evento atrajo a muchos escritores y dibujantes, tanto de medios impresos como electrónicos. En el 2005, el segundo Día de los Cómics de 24 Horas comenzó el sábado 23 de abril, y las 24 horas terminaron el día 24, con más de 800 creadores participando dentro de los eventos organizados y muchos más aceptando el reto desde sus casas. El Día de los Cómics de 24 Horas del 2006 se llevó a cabo el 7 de octubre de ese año. El evento para el 2007 se llevara a cabo el 20 de octubre.